# Мундалык
Мундалык (устар. Мундаалык) — река в Кобяйском улусе Якутии, правый приток реки Лена.
Протяжённость реки составляет 103 километра. Впадает в Лену у южной оконечности острова Тисенгде, на расстоянии 1037 км от устья.

## Притоки
- Хоргун — в 9 км по левому берегу;
- Чуордах-Юрях — в 34 км по левому берегу;
- Ингерчи — в 41 км по левому берегу;
- Кетехтях-Юряге — в 45 км по левому берегу;

Кроме того, три небольших верхних притока названий не имеют.
По данным государственного водного реестра России относится к Ленскому бассейновому округу.
- Код водного объекта 18030900112117500001406